# Katastralgemeinde Waitschach
Die Katastralgemeinde Waitschach ist eine von sieben Katastralgemeinden der Gemeinde Guttaring im Bezirk Sankt Veit an der Glan in Kärnten. Sie hat eine Fläche von 623,96 ha (Stand 31. Dezember 2023).
Die Katastralgemeinde gehört zum Sprengel des Vermessungsamtes Klagenfurt.

## Lage
Die Katastralgemeinde liegt im Nordosten des Bezirks Sankt Veit an der Glan, im Guttaringer Bergland und rechtsseitig im Oberen Görtschitztal, im Osten der Gemeinde Guttaring. Sie grenzt im Osten an die zur Gemeinde Hüttenberg gehörenden Katastralgemeinden Unterwald, Hüttenberg, Knappenberg und Lölling, im Südosten und Süden an die zur Gemeinde Klein Sankt Paul gehörende Katastralgemeinden Kirchberg und Wieting. Im Westen und Norden grenzt sie an Guttaringer Katastralgemeinden, und zwar von Süden nach Norden an Hollersberg, Guttaring, Deinsberg, Verlosnitz und Bairberg.  Die Katastralgemeinde erstreckt sich über eine Höhenlage von 693 m ü. A. an der Görtschitz am Südrand der Katastralgemeinde bis zu 1208 m ü. A. am Schwarzlkogel im Norden.

## Ortschaften
Auf dem Gebiet der Katastralgemeinde Waitschach liegen die Ortschaften Gobertal, Schalkendorf und Waitschach, Teile der Ortschaften Höffern, Ratteingraben, Schelmberg und Urtlgraben, sowie die ehemalige Ortschaft Voitsch.

## Vermessungsamt-Sprengel
Die Katastralgemeinde gehört seit 1. Jänner 1998 zum Sprengel des Vermessungsamtes Klagenfurt. Davor war sie Teil des Sprengels des Vermessungsamtes St. Veit an der Glan.

## Geschichte
Ende des 18. Jahrhunderts wurden die Kärntner Steuergemeinden (später: Katastralgemeinden) gebildet und Steuerbezirken zugeordnet. Die Steuergemeinde Waitschach wurde Teil des Steuerbezirks Althofen (Herrschaft und Landgericht).
Im Zuge der Reformen nach der Revolution 1848/49 wurden in Kärnten die Steuerbezirke aufgelöst und Ortsgemeinden gebildet, die jeweils das Gebiet einer oder mehrerer Steuergemeinden umfassten. Die Steuer- bzw. Katastralgemeinde Waitschach wurde zunächst Teil der Gemeinde Waitschach. Die Größe der Katastralgemeinde wurde 1849 mit 1313 Österreichischen Joch und 471 Klaftern (ca. 756 ha, also etwa 1,3 km² mehr als die heutige Fläche) angegeben; damals lebten 233 Personen in der Katastralgemeinde. 1865 wurde die Gemeinde Waitschach aufgelöst, die Katastralgemeinde Waitschach kam an die Gemeinde Guttaring. 
Ursprünglich reichte die Katastralgemeinde Waitschach auch am südlichen Ortsrand des Ortes Hüttenberg bis hinunter zur Görtschitz, so dass es auf dem Gebiet der Katastralgemeinde Waitschach eine zur Gemeinde Guttaring gehörende Ortschaft Hüttenberg gab. Im Zuge der Gemeindestrukturreform 1973 wurde ein etwa 135 ha großes Gebiet von der Katastralgemeinde Waitschach abgetrennt und an die Katastralgemeinde Hüttenberg und somit an die Gemeinde Hüttenberg angeschlossen, um die Grenzziehung den natürlichen und wirtschaftlichen Gegebenheiten anzupassen.
Die Katastralgemeinde Waitschach gehörte ab 1850 zum politischen Bezirk Sankt Veit an der Glan und zum Gerichtsbezirk Althofen. Von 1854 bis 1868 gehörte sie zum Gemischten Bezirk Althofen. Seit der Reform 1868 ist sie wieder Teil des politischen Bezirks Sankt Veit an der Glan, zunächst als Teil des Gerichtsbezirks Althofen, und seit dessen Auflösung 1978 als Teil des Gerichtsbezirks St. Veit an der Glan.